# AC 스파르타 프라하
AC 스파르타 프라하(Athletic Club Sparta Praha, [ˈaː ˈtsɛː ˈsparta ˈpraɦa])는 1893년에 창단된 체코의 수도 프라하의 축구 클럽으로 스타디온 레트나를 홈구장으로 한다.
1992년 유러피언 컵 (오늘날의 UEFA 챔피언스 리그) 준결승, 1973년 UEFA 컵위너스컵 준결승 진출과 더불어 중앙 유럽 컵(미트로파컵이라고도 알려진)을 3차례 우승을 하며 체코에서 가장 성공적인 축구팀이자 중부 유럽에서 가장 성공적인 축구팀 중 하나이다. 스파르타는 또한 1969년에 FIFA 클럽 월드컵의 전신인 스몰 클럽 월드컵을 하며 국제 대회에서도 성공을 거뒀다.
스파르타는 36번의 국내 리그, 27번의 체코 컵 (과거 체코슬로바키아 컵), 2번의 체코 슈퍼 컵 우승 트로피를 들어올렸다.

## 우승 경력 (체코슬로바키아 시절 포함)

### 1부리그 우승 경력 (체코슬로바키아 시절 포함)
- 체코슬로바키아 1부리그 우승 24회 (1912, 1919, 1922, 1925-26, 1926-27, 1931-32, 1935-36, 1937-38, 1938-39, 1943-44, 1945-46, 1947-48, 1952, 1954, 1964-65, 1966-67, 1983-84, 1984-85, 1986-87, 1987-88, 1988-89, 1989-90, 1990-91, 1992-93)
- 감브리누스리가 우승 14회 (1993-94, 1994-95, 1996-97, 1997-98, 1998-99, 1999-2000, 2000-01, 2002-03, 2004-05, 2006-07, 2009-10, 2013–14, 2022-23, 2023-24)

### 체코 국내 컵대회 (체코슬로바키아 시절 포함)
- 체코슬로바키아 컵 우승 12회 (1909, 1943, 1944, 1946, 1964, 1972, 1976, 1980, 1984, 1988, 1989, 1992)
- 체코 컵 우승 6회 (1996, 2004, 2006, 2007, 2008, 2014)
- 체코 슈퍼컵 우승 3회 (2010, 2014)

### 국제 대회 (체코슬로바키아 시절 포함)
- 미트로파컵 우승 3회 (1927, 1935, 1964)

## 선수

### 현역
참고: FIFA 자격 규정에 따라 소속된 국가대표팀 국기를 표시합니다. 선수는 복수의 FIFA 비회원국 국적을 가지고 있을 수 있습니다.
| 번호 | 포지션 | 국적       | 이름                |
| ---- | ------ | ---------- | ------------------- |
| 1    | GK     |            | 페테르 빈달 옌센    |
| 4    | MF     |            | 마르쿠스 솔바켄     |
| 6    | MF     |            | 카안 카이리넨       |
| 7    | FW     | 나이지리아 | 빅터 올라툰지       |
| 11   | FW     | 알바니아   | 인드리트 투시       |
| 14   | MF     | 세르비아   | 벨리코 비르만체비치 |
| 17   | DF     | 에콰도르   | 앙헬로 프레시아도   |
| 20   | MF     | 알바니아   | 카짐 라치           |
| 22   | MF     | 슬로바키아 | 루카스 하라스린     |

| 번호 | 포지션 | 국적       | 이름            |
| ---- | ------ | ---------- | --------------- |
| 25   | DF     |            | 아스게르 쇠렌센 |
| 44   | GK     | 슬로바키아 | 자쿱 수롭칙     |

## 역대 감독
| 감독                    | 임기      |
| ----------------------- | --------- |
| 셔페르 얼프레드         | 1925~1926 |
| 카렐 콜스키             | 1959~1962 |
| 바츨라프 예제크         | 1964~1969 |
| 카렐 콜스키             | 1970~1971 |
| 두샨 우린               | 1974      |
| 이반 므라즈             | 1974~1975 |
| 슈테판 참발             | 1975~1976 |
| 두샨 우린               | 1981~1982 |
| 바츨라프 예제크         | 1982~1984 |
| 바츨라프 예제크         | 1986~1988 |
| 바츨라프 예제크         | 1990~1991 |
| 두샨 우린               | 1991~1993 |
| 요제프 호바네츠         | 1994      |
| 요제프 호바네츠         | 1996~1997 |
| 이반 하셰크             | 1998~2000 |
| 미할 빌레크             | 2006~2008 |
| 요제프 호바네츠         | 2008      |
| 요제프 호바네츠         | 2008~2011 |
| 안드레아 스트라마키오니 | 2017~2018 |
| 파벨 브르바             | 2021~2022 |
| 브리안 프리스케         | 2022~2024 |
| 라르스 프리스           | 2024~     |